# Dödens ängel

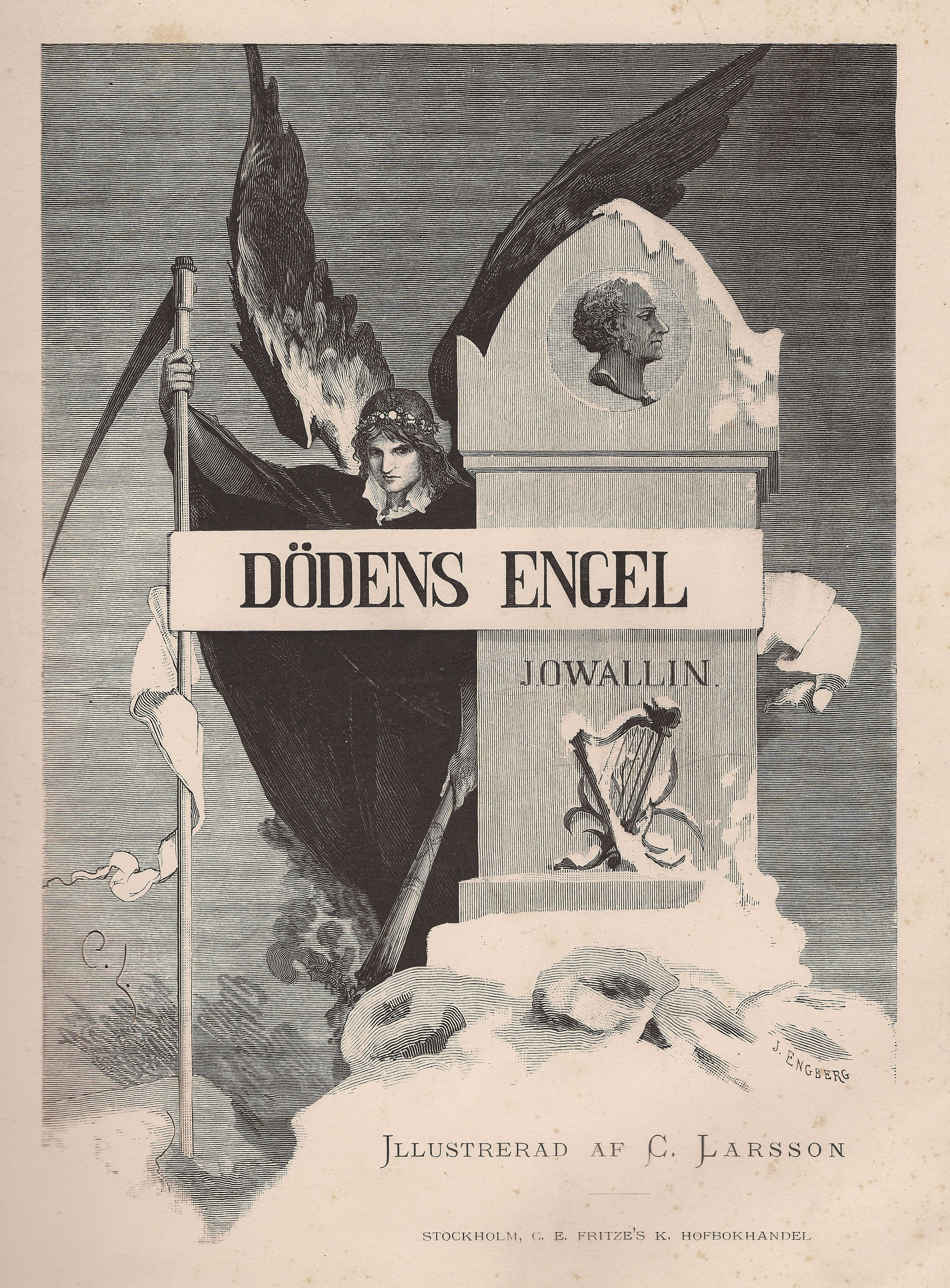
Titelblad för 1880 års utgåva med Carl Larssons illustrationer

Dödens Engel är en dikt av Johan Olof Wallin, med begynnelseorden  ”I Adams barn, som av jorden födens”, vilken handlar om livets förgänglighet och evighetens allvar. Dikten skrevs 1834 och gavs ut 1839.

## Tillkomst
Dikten skrevs under den första koleraepidemin i Sverige 1834, men då den utgavs som bok först 1839, samma år som Wallin dog, har den även setts som hans svanesång.

## Utgivning
Verket har utgivits i flera versioner med olika illustratörer och i olika översättningar, av vilka 1880 års utgåva illustrerad av Carl Larsson har använts för ett flertal översättningar, såsom spanska (José Yxart y Moragas 1883), danska (1887), tyska, engelska (Clement B. Shaw 1910).